# The Lady (phim 2011)
The Lady là một bộ phim tiểu sử hợp tác Anh-Pháp, nói về một đoạn đời hoạt động của nhà đấu tranh bất bạo động cho dân chủ Miến Điện Aung San Suu Kyi, do Luc Besson làm đạo diễn, với sự góp mặt của Dương Tử Quỳnh trong vai Aung San Suu Kyi và David Thewlis trong vai người chồng quá cố của bà là Michael Aris.
Dương Tử Quỳnh cho rằng bộ phim này là "một chuyện tình tuyệt vời" xảy ra trong bối cảnh "đầy bất ổn chính trị". Tuần san Paris Match chia sẻ ý kiến này với Dương Tử Quỳnh khi xướng danh bộ phim này là một câu chuyện tình vô thường giữa người chồng quá cố và một người phụ nữ phải hy sinh hạnh phúc cá nhân mình cho dân tộc.
Dương Tử Quỳnh gọi bộ phim này là một "công trình lao động không vì lợi nhuận" nhưng cũng thú nhận có cảm giác lo lắng khi đóng vai người được giải Nobel. Bộ trưởng Ngoại giao Hoa Kỳ Hillary Clinton đã xem bộ phim "The Lady" trong lúc đang bay sang Miến Điện gặp mặt nhân vật trong phim là bà Aung San Suu Kyi ngoài đời.
Dương Tử Quỳnh cũng cho là "Nếu nhiều người đã cảm phục về con người đấu tranh đòi tự do công bằng của bà, thì người ta sẽ xúc động hơn nếu biết thêm về cuộc tình của hai vợ chồng này, bởi vì Michael Aris là người chồng tuyệt vời đã tìm mọi cách để nâng đỡ vợ mình trong những ngày dài bị giam giữ và cuối cùng thì ông đã chết đơn độc ở Anh trong khi vợ ông vẫn còn bị quản thúc ở Miến Điện". Điều đó dường như đã được dự báo trước, như khi bà Aung San Suu Kyi viết cho chồng, trước khi kết hôn: 
| “ | Em chỉ xin anh một điều. Nếu có một ngày nào đó dân tộc của em cần đến em, thì em xin anh hãy giúp em làm tròn nhiệm vụ của mình. Em chưa đoán được lúc nào sẽ đến, nhưng chuyện đó rất có thể xảy ra.... | ” |

## Tóm lược phim
Bộ phim nói về một quãng đời đầy biến động của bà Aung San Suu Kyi, tập trung vào cuộc tình của Suu Kyi và Michael Aris, chồng bà, được lồng trong một bối cảnh chính trị sôi động ở Miến Điện trong thời điểm từ năm 1988 đến năm 1999.
Năm 1947, khi Aung San Suu Kyi là cô bé hai tuổi, cha của bà là Aung San lãnh đạo Miến Điện giành độc lập. Nhưng chẳng bao lâu sau đó, vào ngày 19 tháng 7 năm 1947, ông và một nhóm người cộng sự của mình bị một nhóm người đồng phục có võ trang sát hại.
Khi lớn lên, bà đến nước Anh học tập, tìm được một người chồng đáng yêu, kết hôn vào năm 1972 và có một cuộc sống hạnh phúc. Nhưng vào năm 1988, sức khỏe của mẹ bà giảm sút nên bà phải quay trở lại Miến Điện là nơi cha của bà, tướng Aung San vẫn còn được đông đảo người dân tưởng nhớ.
Khi bà viếng thăm mẹ của mình tại bệnh viện năm 1988, bà gặp nhiều người bị thương trong vụ đàn áp của quân đội Miến Điện chống lại các cuộc biểu tình đòi dân chủ. Bà nhận thấy rằng sự thay đổi chính trị cần có tại Miến Điện và chằng bao lâu sau đó bà bị cuốn hút vào trong phong trào kêu gọi cải cách. Bà chấp nhận đóng vai trò biểu tượng trong việc ủng hộ quyền tự quyết của nhân dân Miến Điện và tự cống hiến mình cho các hoạt động hướng tới mục tiêu kêu gọi mở rộng quyền tự do chính trị hơn.
Suu Kyi thành lập đảng chính trị và giành thắng lợi thấy rõ trong cuộc tổng tuyển cử năm 1990. Tuy nhiên, giới quân sự Miến Điện từ chối chấp nhận kết quả bầu cử và tiến hành đặt bà dưới sự kiểm soát của họ. Bà và gia đình bị cách biệt vì chồng và con bà bị cấm vào Miến Điện. Bản thân bà bị quản thúc tại gia trên 10 năm. Tuy nhiên chồng con bà đã tranh đấu không mệt mỏi để bà được thế giới bên ngoài Miến Điện công nhận và đó cũng là cách bảo đảm rằng bà không bị bỏ quên và không thể bị biến mất không tung tích.
Nhờ nỗ lực của gia đình, bà trở thành người phụ nữ đầu tiên tại châu Á được trao Giải Nobel Hòa bình. Tuy nhiên họ vẫn tiếp tục bị cách biệt vì bà không thể đến dự lễ trao giải Nobel cũng không thể gặp được mặt chồng bà là Michael Aris lần cuối trước khi ông qua đời sớm vào năm 1999.

## Bối cảnh
Rebecca Frayn bắt đầu thực hiện dự án này sau khi bà và chồng bà là nhà sản xuất phim Andy Harries đã viếng thăm Miến Điện vào đầu thập niên 1990.
Công ty sản xuất phim của Harries, Left Bank Pictures, bắt đầu phát triển kịch bản năm 2008 với tựa đề là Freedom from Fear (tạm dịch: Tự do khỏi nỗi sợ hay là Vượt thoát vòng sợ hãi, theo tên một tập sách của bà). Harries muốn Dương Tử Quỳnh đóng vai chính và đã gởi kịch bản đến cho bà. Dương Tử Quỳnh rất đỗi phấn khởi vì bà luôn mong muốn đóng vai bà Suu Kyi. Dương Tử Quỳnh đến London để gặp vợ chồng nhà sản xuất phim. Kịch bản gốc được viết bằng tiếng Anh theo lối kể chuyện từ phía nhân vật Michael Aris nhưng Dương Tử Quỳnh tuyên bố rằng bà đã đưa thêm lối nhìn Á châu vào trong bộ phim.
Chồng của Dương Tử Quỳnh là Jean Todt khuyến khích bà liên lạc với người đồng hương và cũng là bạn của ông tên là Luc Besson. Bà từng đánh giá cao năng lực của Luc Besson trong vai trò đạo diễn đối với các bộ phim nói về người phụ nữ mạnh mẽ trước đây.
Besson chấp nhận kịch bản ngay mặc dù ông biết chắc rằng nó sẽ khiến ông phải tận dụng tất cả vốn liếng kinh nghiệm làm phim mà ông đã tích lũy trong nhiều thập niên qua. Besson nhận thấy cơ hội cho ông là cuối cùng thì ông phải trình bày được một vị nữ anh hùng của đời sống thật, một người phụ nữ chiến đấu không mang theo vũ khí nào khác hơn ngoài đức tính con người của mình.

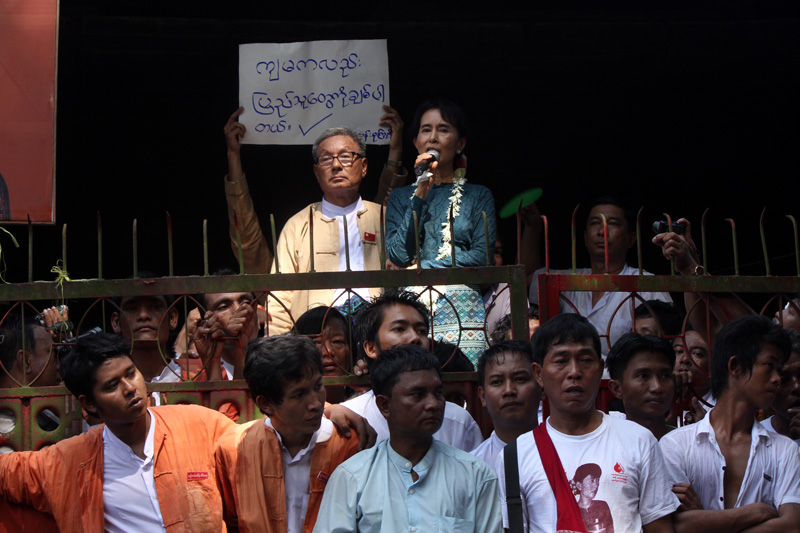
Aung San Suu Kyi xuất hiện trước công chúng sau khi được tự do ngày 14 tháng 11 năm 2010

Trong lúc bộ phim đang được quay thì có tin cho hay lệnh quản thúc tại gia đối với bà Aung San Suu Kyi đã được bãi bỏ. Luc Besson còn bàng hoàng không tin vào những gì ông thấy trên truyền hình vì nó trông rất giống như đoạn vừa quay của ông. Không bao lâu ngay sau đó, Dương Tử Quỳnh viếng thăm bà Suu Kyi. Sau này Dương Tử Quỳnh có nói rằng chuyến thăm đó cũng giống như chuyến viếng thăm một thành viên gia đình thân thiết. Khi cả hai người phụ nữ nói chuyện về bộ phim thì nữ diễn viên có cảm giác như mình vẫn còn đang thủ vai trong phim vì Luc Besson đã tạo hình ngôi nhà trong phim rất giống thực như ngoài đời. Aung San Suu Kyi thậm chí còn ôm nữ diễn viên nữa.
Ngày 22 tháng 6 năm 2011, Dương Tử Quỳnh muốn thăm bà Suu Kyi lần thứ hai nhưng bị trục xuất khỏi Miến Điện, theo báo chí, vì nữ diễn viên đã đóng vai bà Aung San Suu Kyi. Lần này, Đạo diễn Besson được phép gặp bà Suu Kyi.
Suu Kyi nói bà còn do dự xem bộ phim này vì bà không chắc là có sẵn sàng để xem nó chưa mặc dù bà có hỏi xin một bản phim này.
Sau này, Dương Tử Quỳnh có tỏ lời cảm ơn đến các nhà hợp tác Thái Lan như Siam Movies Lưu trữ ngày 15 tháng 12 năm 2012 tại Wayback Machine đã ủng hộ nhiệt tình bằng việc quyên góp cho Quỹ Chaipattana Lưu trữ ngày 13 tháng 5 năm 2012 tại Wayback Machine khi bộ phim được khởi chiếu tại Thái Lan.

## Tính xác thực của phim

### Rebecca Frayn
Để viết kịch bản, Rebecca Frayn phỏng vấn một số cộng sự của bà Suu Kyi, và dựa vào những lời thuật về bà Suu Kyi. Mặc dù một số người ủng hộ có thể dễ dàng cung cấp thông tin cho bà nhưng bà không hề tiết lộ các nguồn tin được cung cấp. Bà chỉ công khai cảm ơn người anh (em) trai chồng của bà Suu Kyi là Anthony Aris.

### Dương Tử Quỳnh
Nữ tài tử võ thuật Dương Tử Quỳnh đã tuyên bố rất hãnh diện được đóng phim "The Lady" và coi như là một phim để đời cho mình "Tôi đã sống và thở cùng với Aung San Suu Kyi trong suốt bốn năm qua. Ngày cũng như đêm", bà xem đó là điều tiên quyết để đi vào thế gìới của Suu Kyi.
Dương Tử Quỳnh xem khoảng 200 giờ tài liệu thính thị về bà Suu Kyi và học tiếng Miến Điện. Tài năng ngôn ngữ của nữ diễn viên được phản ánh rõ khi nữ diễn viên đọc những bài diễn văn lịch sử của bà Suu Kyi bằng tiếng Miến Điện.
Nữ diễn viên phải thực tập lại kỹ thuật chơi dương cầm.
Mặc dù có vóc dáng nhỏ nhắn nhưng nữ diễn viên phải giảm cân đáng kể để cho giống bà Suu Kyi vì người con trai của bà Suu Kyi luôn cho rằng mẹ của mình mỏng mảnh hơn nữ diễn viên.
Như nữ diễn viên có nói với tờ New York Post, các trang phục lụa và bông vải mà nữ diễn viên mặc là của Miến Điện.
Luc Besson sau này có nói rằng Dương Tử Quỳnh "đã hoàn thiện dáng vẻ bên ngoài và sắc thái cá tính của bà Suu Kyi đến tận các làn ranh giữa con người thực sự và nhân vật được diễn tả, nơi nó bị mờ nhạt đi khi chúng vượt vào cuộc đời thật".

### Luc Besson
Dưới sự chỉ đạo của Luc Besson, đoàn làm phim của ông cũng luôn theo đuổi tính chính xác. Thậm chí phương hướng cũng được để ý đến khi dàn dựng ngôi nhà của Suu Kyi để người xem có thể nhìn thấy được cảnh mặt trời mọc giống như cách mà bà Suu Kyi nhìn thấy mặt trời. Dựa vào các bức ảnh vệ tinh và khoảng 200 tấm hình gia đình, đoàn làm phim đã dàn dựng ngôi nhà theo đúng tỉ lệ 1:1 so với ngôi nhà thật của bà.
Luc Besson tự mình đến Miến Điện, tìm kiếm các địa điểm và quay phim bí mật.
Để đạt được tính xác thực, Luc Besson mướn nhiều diễn viên và người đóng vai quần chúng thực sự là người Miến Điện. Một số trong số người Miến Điện, thí dụ như Thein Win, tái diễn lại chính họ trong bộ phim. Một đôi lần, cảnh quay phim phải bị ngưng lại vì cảnh diễn đọc diễn văn bằng tiếng Miến Điện của Dương Tử Quỳnh gây cảm xúc mạnh đối với một số diễn viên trong vai quần chúng, những người này đã từng nghe Suu Kyi diễn thuyết trước kia.

### Andy Harries
Andy Harries tập trung về tính xác thực cho các cảnh quay tại Vương quốc Anh trong kịch bản của vợ ông. Ông đạt được tính xác thực về thời gian hạnh phúc trong cuộc đời của bà Suu Kyi khi bà sống với gia đình tại Vương quốc Anh. Mặc dù căn nhà gia đình bà Suu Kyi cũng được dàn dựng trong phim trường nhưng bộ phim gồm có các cảnh quay ở ngay phía trước ngôi nhà thực của gia đinh. Các cảnh quay Michael Aris là bệnh nhân ung thư được quay tại chính bệnh việc thực ngoài đời.

## Phản ứng về bộ phim
David Rooney (The Hollywood Reporter) ca ngợi kỹ năng quay phim của Thierry Arbogast về "hình ảnh đẹp, cảnh quan Nam Á độc đáo tương phản với cấu trúc bằng đá màu xám ở Oxford".
Annabelle Udo O'Malley của Asian Week đánh giá bộ phim là "hiển nhiên đáng được xem" vì "kỹ thuật quay hình đẹp" và âm thanh của nó. David Stratton (của Hệ thống truyền thông quốc gia Australian Broadcasting Corporation) nói về sự hóa thân của Dương Tử Quỳnh vào vai bà Suu Kyi như sau: "Bà Suu Kyi, do Dương Tử Quỳnh thủ vai rất đẹp, là hình tượng cô đọng của sự duyên dáng và bình tĩnh, và những người ủng hộ bền bỉ của bà đã theo gương của bà." 
Melissa Silverstein – (indieWire) mô tả "chiến dịch vận động của Michael (chồng bà Suu Kyi) để bà Suu Kyi đoạt giải Nobel Hòa bình nhằm mục đích cho thế giới biết đến bà và bảo vệ sự an toàn của bà" là một trong những điểm nổi bật của bộ phim. Bà nhấn mạnh ở đây là cảnh "về một trong số các con của bà Suu Kyi nhận giải thưởng thay cho mẹ mình trong lúc bà Suu Kyi lắng nghe buổi lễ trao giải thưởng trên radio ở cách xa hàng vạn dặm". Bà cảm nhận rằng cảnh phim này "thật xúc động". Julia Suryakusuma (của The Jakarta Post) thừa nhận rằng bà đã chảy nước mắt trong khi xem phim "The Lady".
Nhưng bộ phim cũng nhận nhiều lời bình luận tiêu cực. Những nhà phê bình Anh luôn tán thưởng những cố gắng của nữ diễn viên chính, Dương Tử Quỳnh, và diễn xuất của nam diễn viên người Anh, David Thewlis trong khi đó lại chê bai nhà đạo diễn kiêm sản xuất phim, Luc Besson. Những nhà phê bình người Mỹ cũng dự phần chê trách Luc Besson. Trang mạng điểm phim Rotten Tomatoes cho bộ phim thang bậc 34% dựa theo 65 lời bình luận với số điểm trung bình là 5,2/10
Robbie Collin của tờ The Telegraph gọi bộ phim tiểu sử này là 'một sự mô phỏng nhạt nhẽo về một nhà tranh đấu cho dân chủ có sức thu hút mọi người,' trong khi đó Roger Ebert cho bộ phim 2 sao rưỡi khi nói về năng lực của Dương Tử Quỳnh và cách diễn xuất của David Thewlis nhưng cho rằng đạo diễn Besson đáng lẽ nên tránh xa thể loại phim tiểu sử.
Alex von Tunzelmann (của The Guardian) phản đối 1 chi tiết sai lầm trong phim, khi cho rằng "các lời kể về vụ ám sát rõ ràng có nhắc đến rằng Aung San đang ngồi và thậm chí không có thời gian để đứng dậy trước khi toán binh sĩ bắn 13 phát đạn vào người ông ta". Summer J. Holliday (Working Author) xác định "The Lady" là "một sự kết hợp của thực tại khắc nghiệt của nền móng quân sự hiện đại và ảnh hưởng tác động đến các bên liên quan".
Ở châu Á, nơi mà người dân hiểu biết hơn về thực tế và câu chuyện thật đằng sau bộ phim và do đó hiểu sự tinh tế của nó hơn. Vì vậy, việc tiếp nhận rõ ràng là có khác biệt. Dương Tử Quỳnh và Luc Besson đã được mời để thảo luận hàn lâm. Trường Đại học Hồng Kông giải thích rằng "bộ phim cung cấp một bối cảnh cho chúng tôi để khám phá các vấn đề dân chủ và tự do và các vấn đề liên quan đến nhân văn" khi họ công bố một trích đoạn và cuộc thảo luận sau đó với Luc Besson, Dương Tử Quỳnh và Giáo sư Ian Holliday.

## Công chiếu

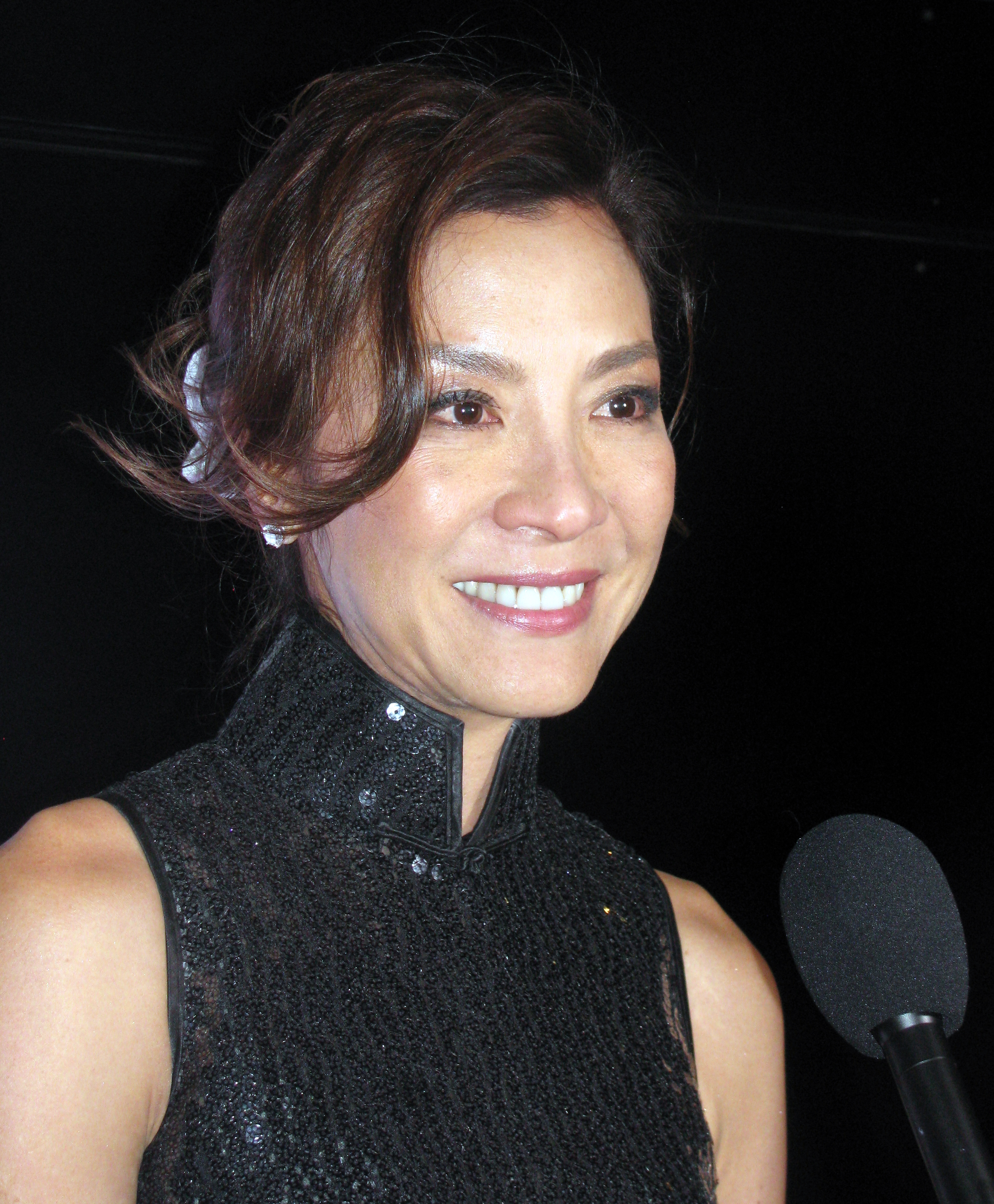
Dương Tử Quỳnh giới thiệu phim The Lady tại Liên hoan Phim Quốc tế Toronto năm 2011

The Lady có buổi ra mắt đầu tiên trên thế giới vào ngày 12 tháng 9 năm 2011 tại Liên hoan Phim Quốc tế Toronto lần thứ 36.
Lần công chiếu đầu tiên tại châu Âu xảy ra khi bộ phim được chọn làm phim mở đầu của Liên hoan Phim Rome ngày 27 tháng 10 năm 2011.
Ngày 29 tháng 10 năm 2011, nó được công chiếu sau cùng tại Liên hoan Phim Doha Tribeca.
Bộ phim được EuropaCorp phát hành khắp lục địa châu Âu.
Tại Vương quốc Anh, The Lady được Entertainment Film Distributors phát hành.
Cohen Media Group, nhà phát hành bộ phim tại Hoa Kỳ, có một tuần giới hạn công chiếu tại thành phố Los Angeles vào ngày 2 đến ngày 8 tháng 12 năm 2011. Hơn nữa, có một buổi công chiếu đặc biệt tại Hội Á châu (Asia Society) ở thành phố New York.
Tại Đức, bộ phim được mở màn vào ngày 15 tháng 3 như đã được thông báo khi Luc Besson và Dương Tử Quỳnh quảng cáo cho bộ phim tại thành phố Berlin vào ngày 10 tháng 1 năm 2012.
Mongrel Media cho phát hành bộ phim tại Canada vào ngày 6 tháng 4 năm 2012.
Tại châu Á, The Lady là bộ phim kết thúc Liên hoan Phim Hua Hin Lưu trữ ngày 25 tháng 5 năm 2012 tại Wayback Machine Quốc tế. Tại đây, Dương Tử Quỳnh tuyên bố nữ diễn viên có kế hoạch viếng thăm Miến Điện lần nữa. Buổi công chiếu có đông đảo người xem chật cả rạp đến nổi phải chiếu thêm xuất thứ hai.
Ngày 2 tháng 2 năm 2012, bộ phim được phát hành tại Thái Lan và Singapore.
Ngày 3 tháng 2, bộ phim có buổi ra mắt đầu tiên tại Hồng Kông.
Tại Miến Điện, có một số lượng lớn phiên bản phim băng lậu được phát tán qua các cá nhân người xem.